# Xyloskenea depressa
Xyloskenea depressa är en snäckart som beskrevs av B.A. Marshall 1988. Xyloskenea depressa ingår i släktet Xyloskenea och familjen Skeneidae. Inga underarter finns listade i Catalogue of Life.